# Viburnum lutescens
Viburnum lutescens är en desmeknoppsväxtart som beskrevs av Carl Ludwig von Blume. Viburnum lutescens ingår i släktet olvonsläktet, och familjen desmeknoppsväxter. Inga underarter finns listade i Catalogue of Life.